# Cryptantha foliosa
Cryptantha foliosa là loài thực vật có hoa trong họ Mồ hôi. Loài này được (Greene) Greene mô tả khoa học đầu tiên năm 1887.